# Millettia coruscans
Millettia coruscans är en ärtväxtart som beskrevs av Stephen Troyte Dunn. Millettia coruscans ingår i släktet Millettia och familjen ärtväxter. Inga underarter finns listade i Catalogue of Life.